# Aruvälja (Maidla)
Aruvälja – wieś w Estonii, w prowincji Virumaa Wschodnia, w gminie Maidla.